# Celatoria setosa
Celatoria setosa là một loài ruồi trong họ Tachinidae.